# Ludwig Michalski
Ludwig Michalski (* 25. August 1836 in Krakau als Ludwik Matyasek; † 26. Juni 1888 in Hilfikon) war ein polnisch-schweizerischer Unternehmer. Er war am Januaraufstand beteiligt und musste in die Schweiz fliehen, wo er sich zum Ingenieur ausbilden liess. Als Besitzer einer Tabakplantage auf Sumatra erwarb er ein grosses Vermögen. Er lebte im Schloss Hilfikon und war führende Figur der polnischen Exilanten in der Schweiz.

## Biografie
Vater Michael Matyasek war Lehrer am Technikum von Krakau, konnte seinem Sohn aber aus finanziellen Gründen keine Ausbildung an dieser Schule ermöglichen. Dieser war stattdessen als Büroangestellter in einer Fabrik für landwirtschaftliche Geräte tätig und wurde 1858 in die österreichische Armee eingezogen. Im Oktober 1863 desertierte er und lief zu den Rebellen des Januaraufstands im russisch besetzten Weichselland über. Er nahm den Namen Ludwig Michalski an, um seine Identität als Offizier der Rebellenarmee verschleiern. Nach der endgültigen Niederschlagung des Aufstands im August 1864 floh er in die Schweiz und liess sich in Zürich nieder.
Mit Unterstützung von Gottfried Keller, dem Sekretär des humanitären «Schweizerischen Zentralkomitees für Polen», konnte Michalski am Polytechnikum (der heutigen ETH Zürich) ein Ingenieurstudium absolvieren, das er 1868 abschloss. Er war Mitbegründer der Vereinigung polnischer Studenten und der polnischen Bibliothek. Kurz nachdem er in der Gemeinde Stallikon eingebürgert worden war, reiste er im Oktober 1868 mit seiner Ehefrau Anna Breker nach Sumatra. Der Sultan von Deli beauftragte ihn mit dem Aufbau eines Gardekorps nach europäischem Vorbild. Für seine Verdienste erhielt Michalski ein grosses Landstück geschenkt, auf dem er eine lukrative Tabakplantage einrichtete. Er nannte sie «Polonia», in Erinnerung an seine polnische Heimat. Auf einem Teil der damaligen Plantage liegt heute der Flughafen von Medan, der Polonia International Airport.
Michalskis Ehefrau starb 1869, da sie das heisse und feuchte Tropenklima nicht ertrug. Auf ihren Wunsch hin heiratete er ihre Freundin Anna Hottinger, mit der er vier Kinder hatte. 1875 kehrte Michalski in die Schweiz zurück. Er lebte mit seiner Familie zunächst in Zürich, bis er 1879 für 70'000 Franken das Schloss Hilfikon kaufte, das er wieder instandstellen liess. Michalski war Mitglied mehrerer kultureller und wissenschaftlicher Vereinigungen. Ausserdem präsidierte er die Vereinigung aller polnischen Exilorganisationen in der Schweiz. Eine schwere Lungenkrankheit zwang ihn in seinen letzten Lebensjahren zu häufigen Kuraufenthalten. Seine Ehefrau blieb bis 1905 in Hilfikon, seine beiden Töchter heirateten die Söhne des Politikers Anton Bruggisser aus Wohlen.